# Río Bigote
El río Bigote es un afluente del río Piura, ubicado en los distritos de Salitral y San Juan de Bigote de la provincia de Morropón y el distrito de Canchaque de la provincia de Huancabamba, ambas del departamento de Piura, al norte del Perú. El río es el principal abastecedor de agua de los distritos.
A partir de la confluencia de los ríos Canchaque y Bigote, el curso empieza a denominarse río Piura.

## Ubicación
El río Bigote nace a 3111 m.s.n.m, al este del departamento de Piura, en las provincias de Morropón y Huancabamba. Su cauce va en dirección al oeste, pasando por los distritos de Canchaque, San Juan de Bigote y Salitral, hasta desembocar a los 145 m s. n. m. en el río Piura.

## Caudal
El río Bigote suele incrementar su caudal debido a las lluvias. Esto puede ser beneficioso para los agricultores, como también peligroso para los pobladores en caso de que el caudal aumentara mucho.
Hubo afectaciones por aumentos del caudal en marzo de 2023, con caseríos de San Juan de Bigote afectados, y algunos de ellos quedaron aislados tras la activación de quebradas. Asimismo, el 21 de febrero de 2024 (a las 22:00 horas) el río alcanzó un caudal de 389.47 m3/s en la estación hidrológica Hacienda Barrios, con riesgo a los centros poblados de Barrios Bajo, Barrios Alto, Cardal, Miguel Pampa y Bado de Garzas.

## Proyecto de presa Piques
El proyecto Piques contempla la construcción de un embalse o presa en la quebrada Piques, ubicada en la margen derecha del río Bigote, que permitiría irrigar más de 10 mil hectáreas de cultivos. En diciembre de 2020 el Gobierno Regional de Piura a través de la Unidad Ejecutora del PEIHAP inició los estudios del proyecto "Mejoramiento del sistema de riego Bigote, Malacasí y Buenos Aires en los distritos de San Juan de Bigote, Salitral y Buenos Aires, provincia de Morropón". El 4 de febrero de 2021 el Gobierno Regional de Piura otorgó la buena pro para la elaboración de estudio de preinversión del proyecto "Mejoramiento del sistema de riego Bigote, Malacasí y Buenos Aires en los distritos de San Juan de Bigote, Salitral y Buenos Aires, provincia de Morropón".